# كلية التربية (جامعة أسوان)
كلية التربية جامعة أسوان تُعد كلية التربية أول كلية تم إنشائها في أسوان حيث أنشأت سنه 1973م، وكانت تتبع إداريًا جامعة أسيوط حتى عام  1995 ثم أصبحت الكلية تتبع جامعة جنوب الوادي بقنا، وفي عام 2012 استقلت جامعة أسوان وأصبحت الكلية تابعة لها.

## مباني الكلية
يقع بجوار كوبري الناصرية، وعلى بُعد دقائق من ميدان النفق، كما تقع الكلية بجوار مدرسة الثانوية الصناعية أيضًا، وقد تم إنشاء هذا المُجمع قبل إنشاء الجامعة من الأساس، يضم المجمع أربع مباني، الأول على اليمين هو المبنى الإداري للكلية، وبجواره مبنى القاعات، ومبنى كلية التربية النوعية القديم، ثم أقصى الشرق من المجمع يقع مبنى كلية التربية النوعية الجديد والذي تم افتتاحه في عام 2016.

## أهداف الكلية
للكلية أهداف عديدة  أهمها:
- تزويد الطالب المعلم بقاعدة عريضة من الثقافة الدينية والقيمية والخلقية.
- تزويد الطالب المعلم بقدر من المعلومات الإنسانية كالتاريخ والاقتصاد والسياسة والأدب وقدر من العلوم التكنولوجية وقدر من الفنون باختلاف أشكالها.
- مساعدة الطالب المعلم على إجادة اللغة القومية ولغة أجنبية أخرى.
- إمداد الطالب المعلم بثقافة واسعة تعرفه بالعناصر الثقافية والحضارية السائدة في المجتمع.
- تنمية فهم معلمي المستقبل لخصائص الثقافات الأخرى وتنمية الاهتمام بالقضايا القومية والعالمية، وتنمية النظرة العالمية.
- غرس حب القراءة والإطلاع والتعلم الذاتي في نفوس طلاب الكلية.
- تنمية مدركات الطالب المعلم لعناصر البيئة المحيطة ومشكلاتها وكيفية التعامل معها بإيجابية وحمايتها وتنمية مواردها.
- تزويد الطالب المعلم بالقدرة علي البحث والإطلاع عن طريق استخدام الحاسبات الآلية وشبكة الإنترنت والفضائيات وغيرها.

## رسالة الكلية
تتحدد رسالة كلية التربية بأسوان في وضع استراتيجيات لتخريج الكوادر التربوية والإسهام في تقويم البرامج الدراسية وذلك من خلال التعاون مع باقى الكليات المعنية بذلك وينبثق من هذه الرسالة الرئيسية مهام مباشرة تتمثل في إعداد المعلم إعدادا يواكب متطلبات العصر قبل وأثناء الخدمة وتوجيه البحث التربوى بما يدعم إنتاج المعرفة التربوية لخدمة المجتمع بأسوان.

## رؤية الكلية
إن كلية التربية بأسوان تعتبر مؤسسة تربوية اكاديمية تعمل غلى ترقية المعرفة التربوية وتطبيقاتها لخدمة المجتمع وتشكيل عالم التعليم والتعلم ومن ثم فإنها تعمل على تطوير التعليم على كافة المستويات سواء في ذلك التعليم قبل الجامعة والتعليم العالى بما يحقق تنمية بشرية مجتمعية شاملة ومستدامه للمجتمع المصرى في تواصل العالم العربى والاجنبى.